# Mosaïque de la cathédrale d'Otrante
La mosaïque de la cathédrale de Santa Maria Annunziata à Otranto couvre le sol des trois nefs de la cathédrale ; elle est l' œuvre du moine Pantaleone.

## Description
Le pavement de la cathédrale est commandé par Gionata, évêque  d'Otranto, et réalisé entre 1163 et 1165 par le mosaïste et moine Pantaleone. Il représente l'un des cycles de mosaïques les plus importants de l'Italie médiévale.
Sur une longueur de 54 m et une largeur de 28 m, elle illustre des légendes ainsi que la vie de saints, en s'inspirant des textes évangéliques, de la tradition orale et des superstitions. Elle est composée de près de 600 000 tesselles. 

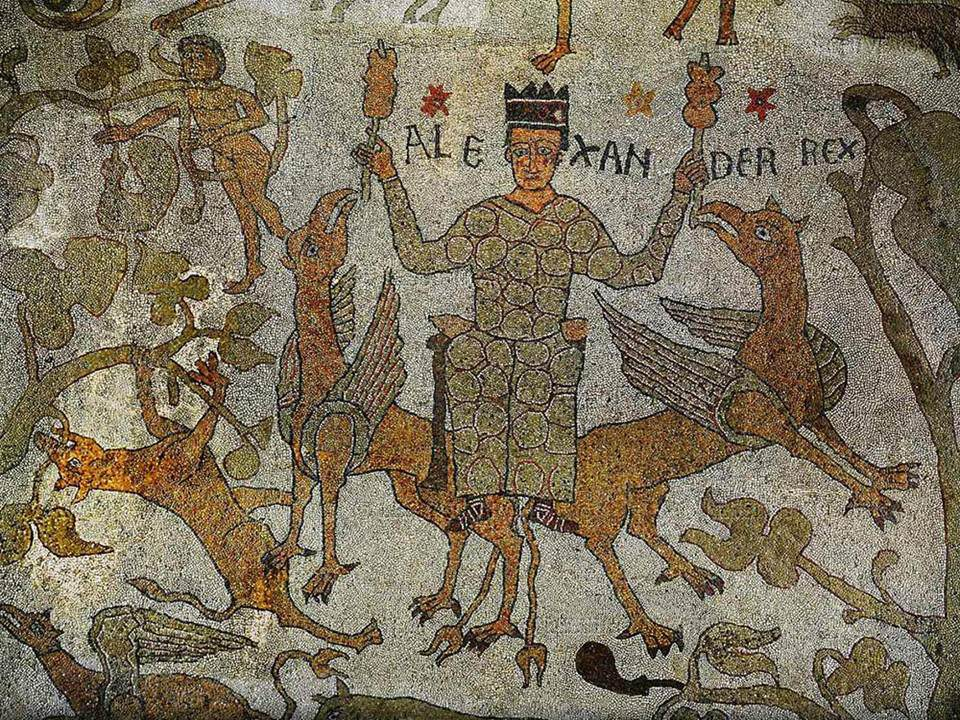
L'« ascension d'Alexandre » tiré par deux griffons
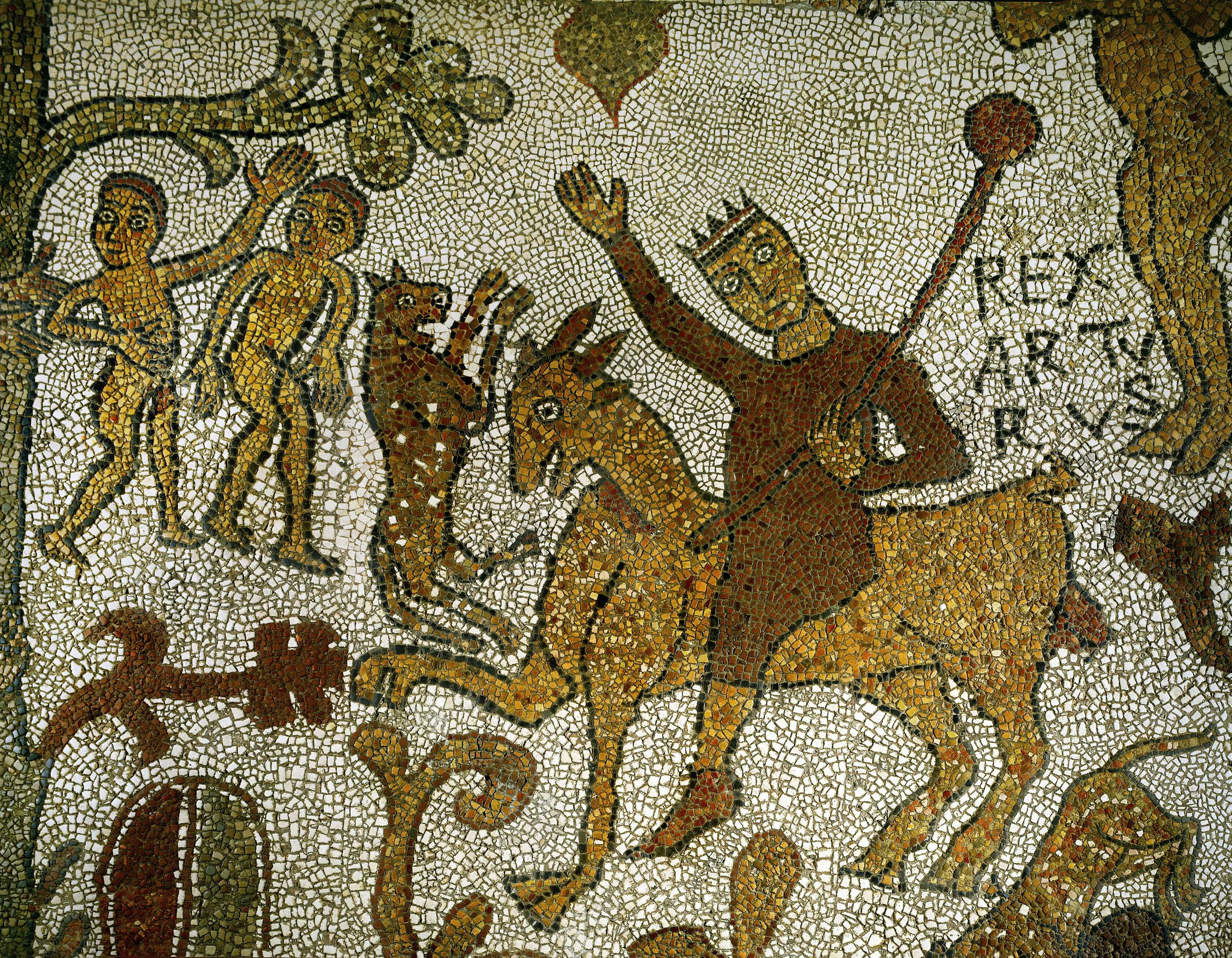
Arthur, à califourchon sur une chèvre, affronte un monstre, le Chapalu
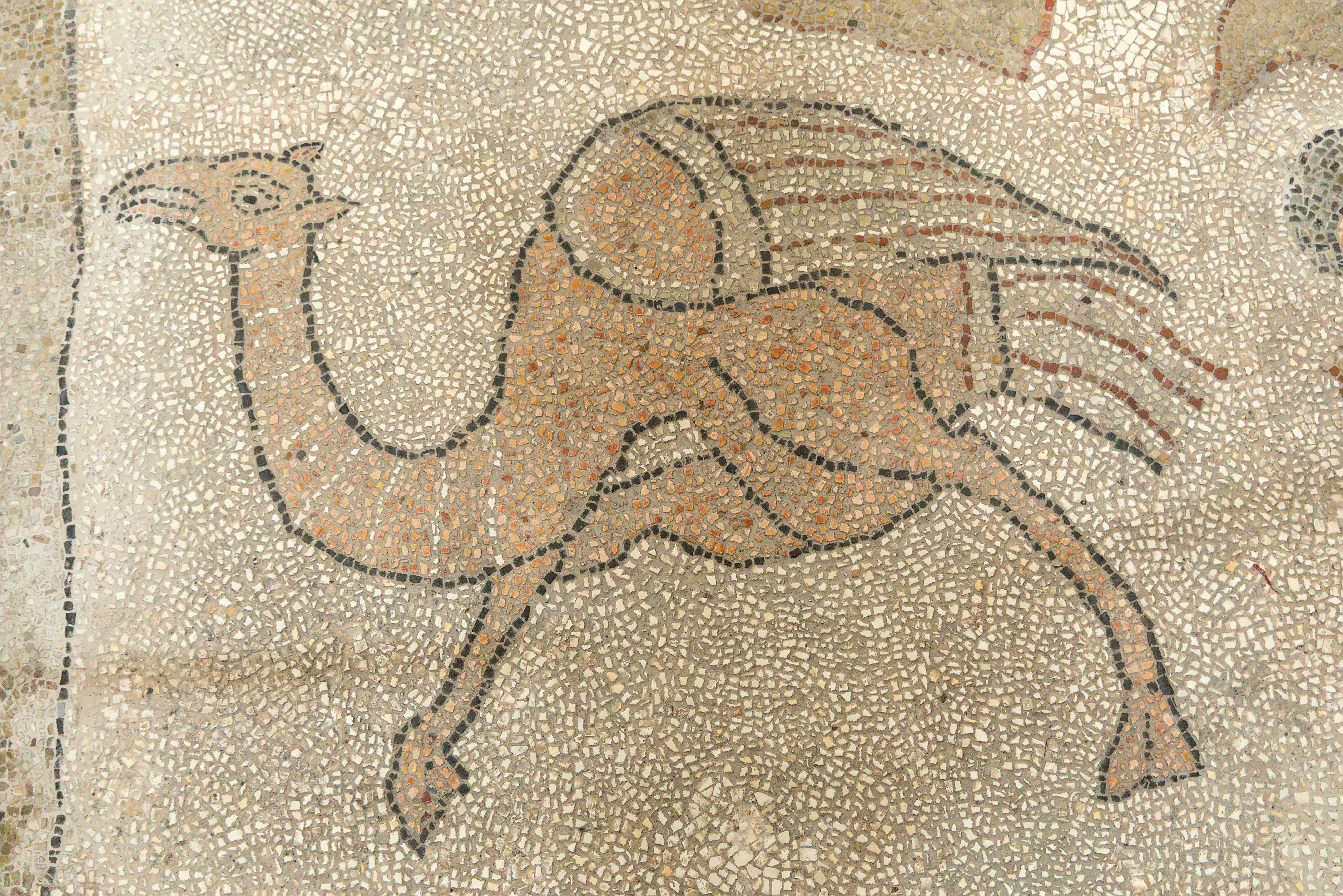
Un animal fantastique.
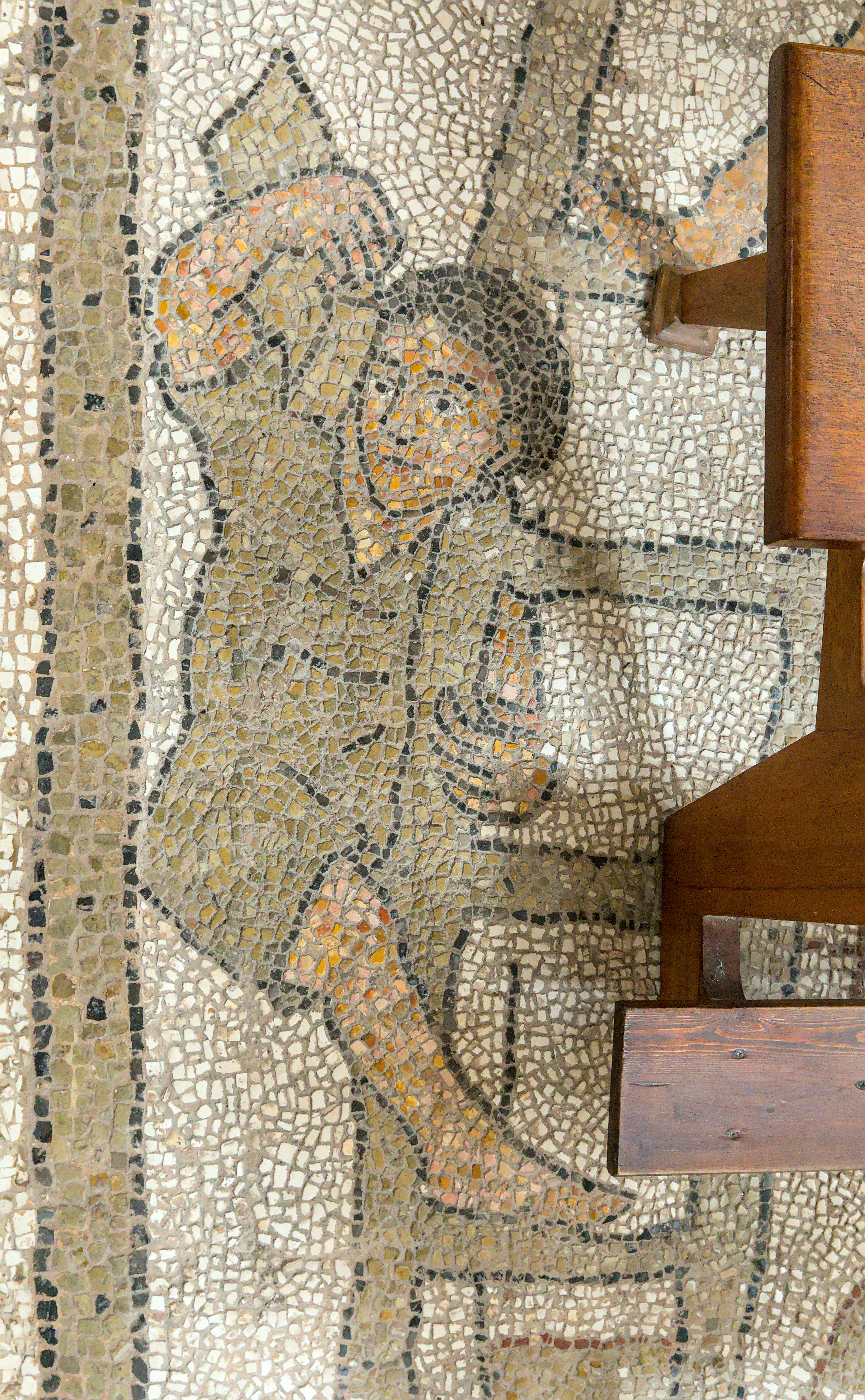
Un garçon monte une échelle pour participer à la construction de la tour de Babel.

Parmi les parties les plus marquantes de cette mosaïque figure l'« ascension d'Alexandre » qui s'inspire du Roman d'Alexandre. Dans une autre partie de la mosaïque, il y a une représentation du roi Arthur,, qui affronte un chat transformé en monstre, le chapalu.
À l'entrée de la nef se trouve une inscription : « Ex Ionathe donis per dexteram Pantaleonis, hoc opus insigne est superans impendia digne » (Réalisée par l'habile Pantaléon, cette œuvre insigne est supérieure aux moyens prodigués pour sa réalisation). 
L'œuvre est presque totalement conservée, à l'exception d'une grande lacune entre la nef et le chœur due à la destruction de l'iconostase entre la fin du XVIIe et le début du  XVIIIe siècle ; elle offre un aperçu de la culture du Moyen Âge et  propose un parcours dans un labyrinthe théologique dont, par endroits, la véritable interprétation iconologique n'est pas connue.

## Les représentations de la mosaïque

### Nef centrale

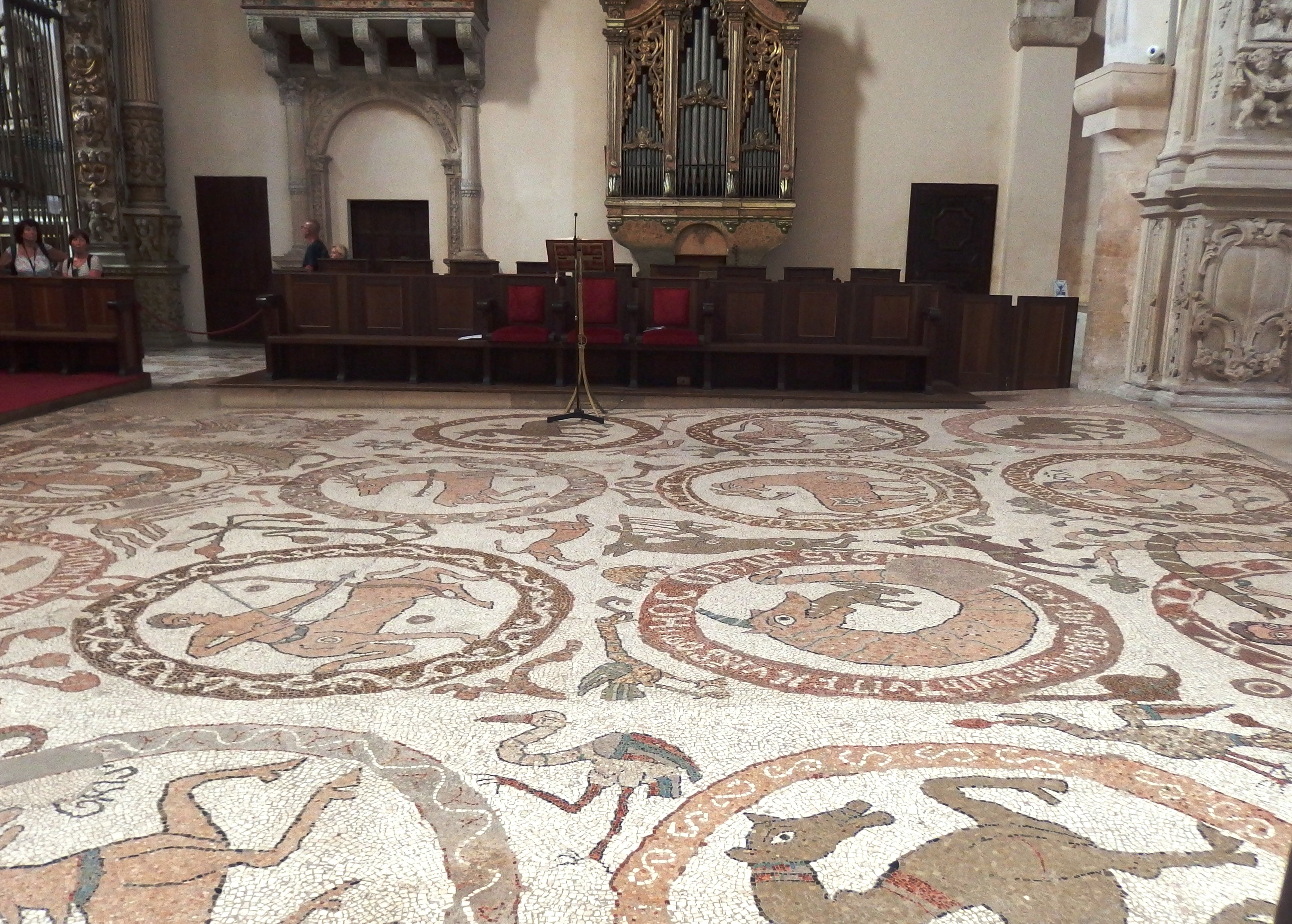
Animaux dans des médaillons.

La nef est séparée en deux parties par un Arbre de vie qui s'étire en son centre, depuis l'entrée et jusqu'au chœur ; il est soutenu par deux éléphants deux branches encadrent les scènes qui se déploient en longs cartouches avec les  principales représentations. Au sommet de l'arbre se trouvent deux médaillons, avec Ève et Adam ; le serpent tentateur enroulé autour du tronc menace Ève, et Adam  porte à sa bouche le fruit défendu, peut-être une figue. Cet épisode sommital de la mosaïque, est inclus, dans la zone du chœur, dans un groupe de seize figures, enfermées dans des médaillons, qui font référence à des animaux ou à des figures humaines mythiques. 
Du bas vers le haut et de gauche à droite : un bonnacon, Adam et Éve, un ours, puis un chameau, un dragon en train de dévorer un chevreau, un éléphant avec une étoile à cinq branches, un léopard en train de capturer sa proie, au dessus un quadrupède aux longues cornes (un onagre ou une antilope), un centaure qui frappe un cerf d'une flèche blessé, et un moine devant une licorne, enfin la reine de Saba et le roi Salomon, une sirène qui attrape la l'extrémité de sa queue, et un griffon qui soulève un chevreau. Entre certains médaillons, il y a aussi des figures d'animaux, comme un âne jouant de la lyre.
L'Arbre de vie descend en suivant la narration de Pantaleone : l'histoire se déroule vers le bas en descendant le tronc, avec les branches et les feuilles qui se développent autour de chaque personnage, comme si l'arbre, en grandissant, avait évoqué les événements survenus au moment de sa naissance et de son développement précoces.
En contrebas du chœur, au-delà d'une zone dégradée dépourvue de mosaïque, la mosaïque reprend avec l'histoire d'Adam et Ève, d'abord cachés par Dieu dans la partie gauche de la nef puis, à droite, chassés par un ange  hors du paradis, dont la porte est gardée par un homme armé d'un bâton. À côté des deux figures bibliques d'Adam et Ève, mais sans lien, figure le roi Arthur, à califourchon sur une chèvre, qui  fait face à un animal qui, d'après la fable, est un gros chat transformé en chapalu.
À droite, est déroulée l'histoire de Caïn et Abel. Plus bas, il y a douze médaillons représentant le cycle des mois, avec leurs noms, les signes du zodiaque correspondants et les diverses activités que l'homme exerce sur terre, une fois expulsé de l'Éden, comme, par exemple, la récolte du blé, la production du vin, le labour de la terre, le pâturage, la chasse au sanglier, l'élevage de porcs.
On voit ensuite la représentation du Déluge  et des faits et gestes de Noé en deux scènes : à gauche, Noé reçoit l'ordre de construire sa barque (on voir la Main de Dieu qui pointe vers lui) et entreprend divers travaux de construction ; sur la partie droite opposée, le bateau embarque les animaux en prévision du Déluge. En dessous  et sur le côté gauche de la nef, est détaillé la construction de la tour de Babel ; de nombreux échafaudages et échelles entourent la construction, et des ouvriers transportent des matériaux. Dans le cartouche opposé  apparaissent des figures fantastiques.
En dessous de la tour de Babel, et en face du cartouche avec l'ascension d'Alexandre, il y a une variété de figures fantastiques : un animal à quatre corps et à tête humaine, un dragon, la déesse Diane qui tue un cerf d'une flèche, un centaure, une scène de combat entre deux hommes armés de gourdins et boucliers, à côté d'un cheval, d'autres figures zoomorphes et anthropomorphes de différentes tailles. Parmi celles-ci, il y a aussi des images d'une autre nature : un échiquier ; Alexandre le Grand montant au ciel sur deux griffons ; deux chevaliers nus soufflant dans des oliphants.
L'inscription, en bas de la nef.

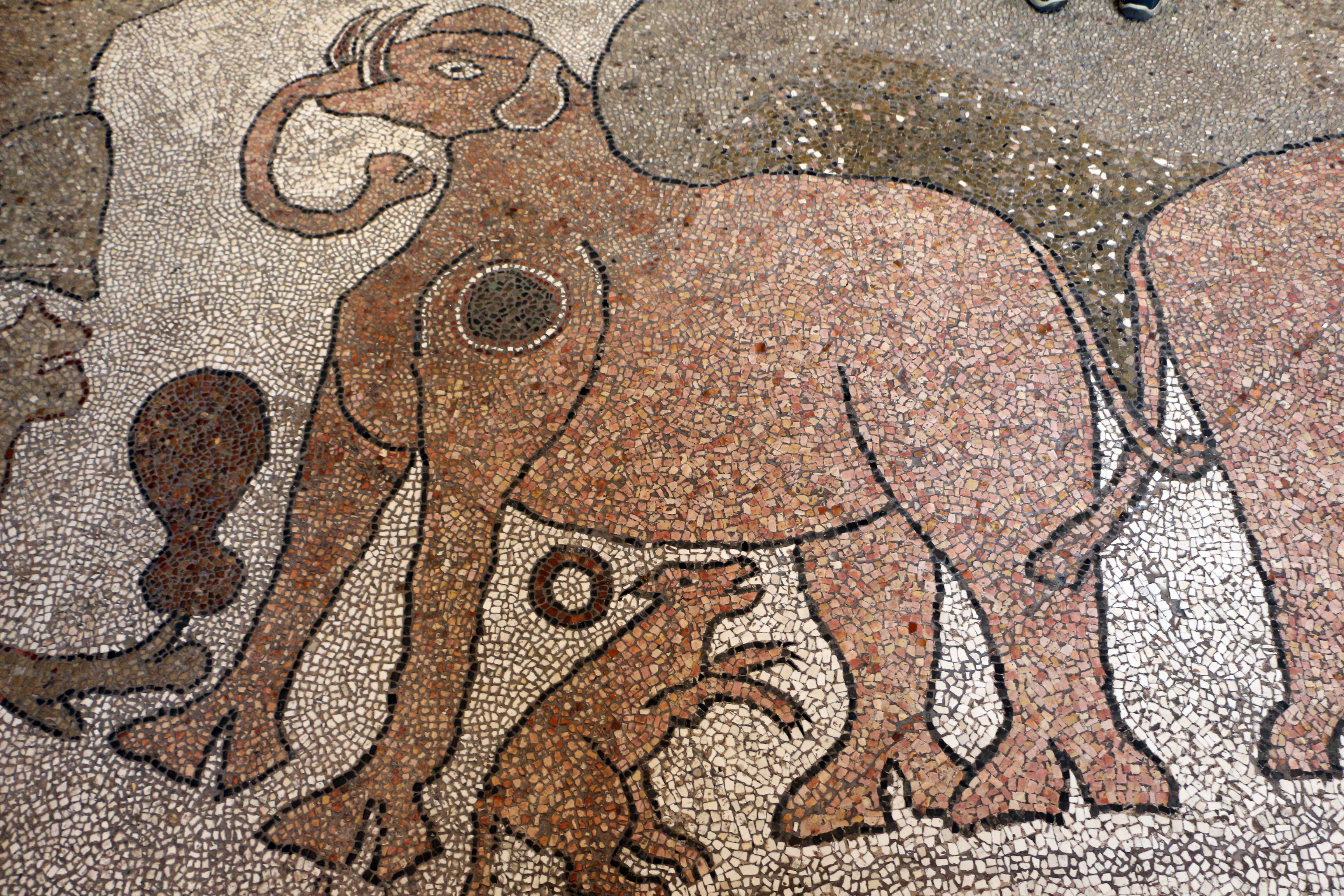
L'éléphante de gauche soutenant l'Arbre de vie.
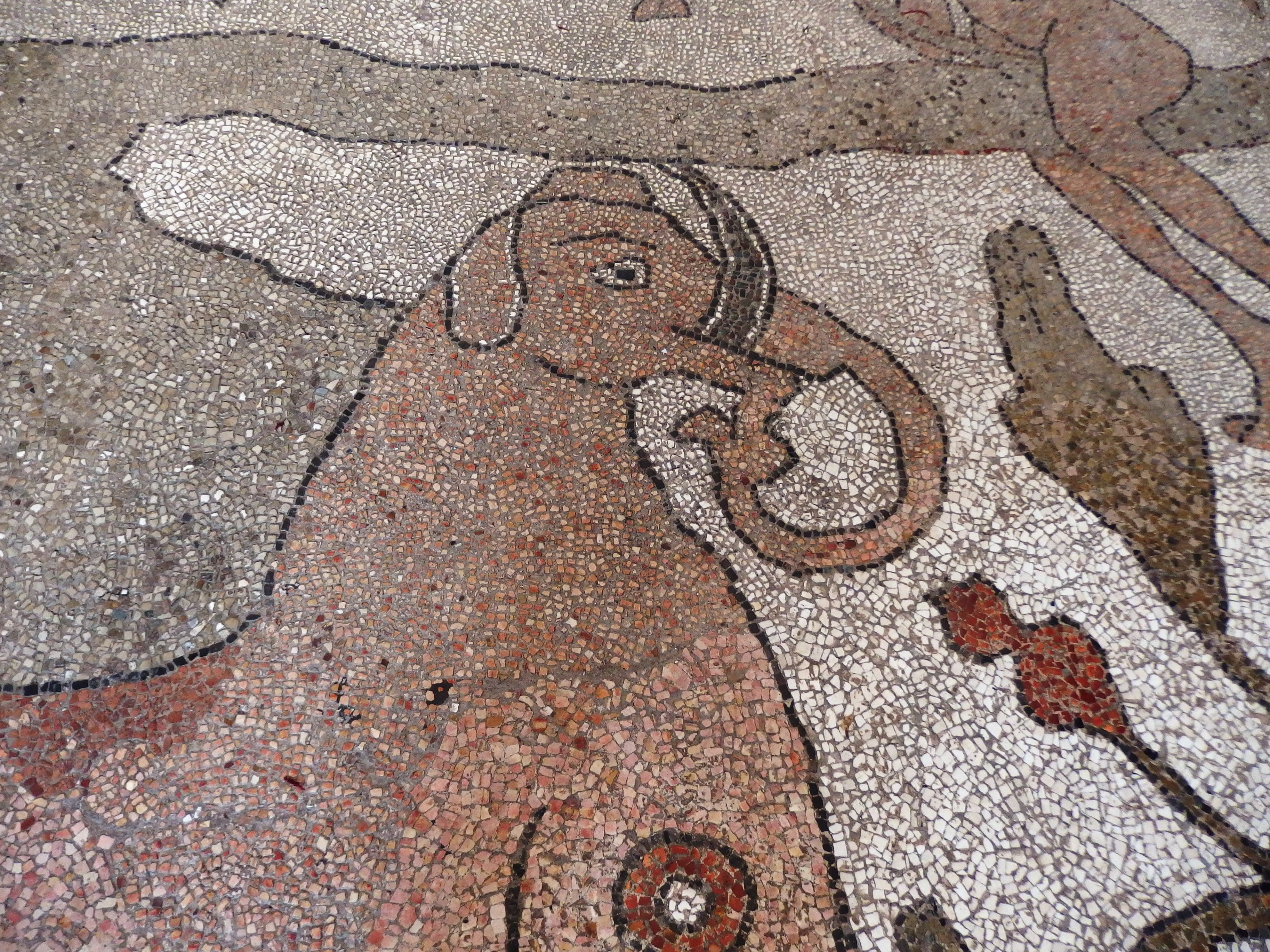
L'éléphant de droite soutenant l'Arbre de vie.
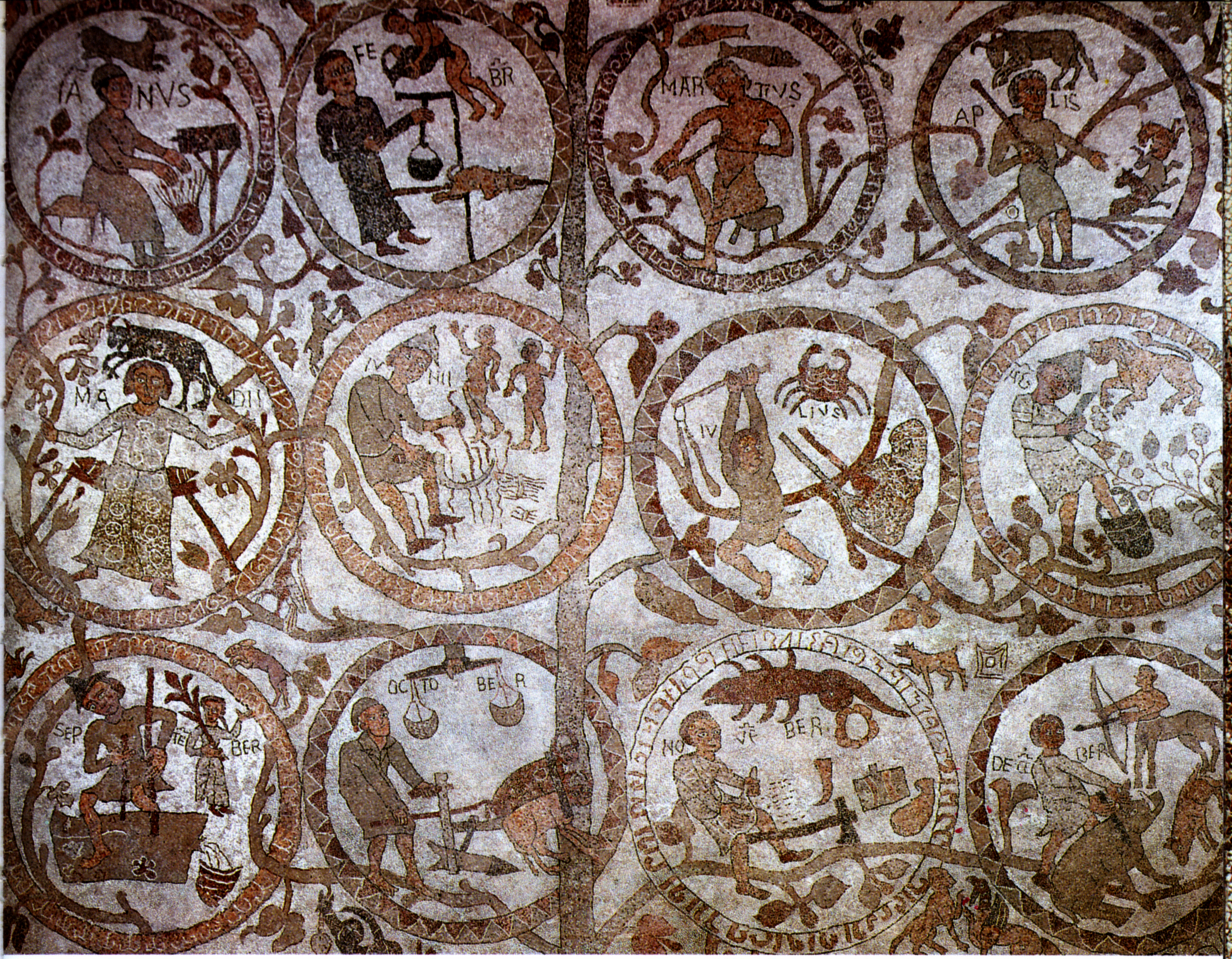
Zodiaque.
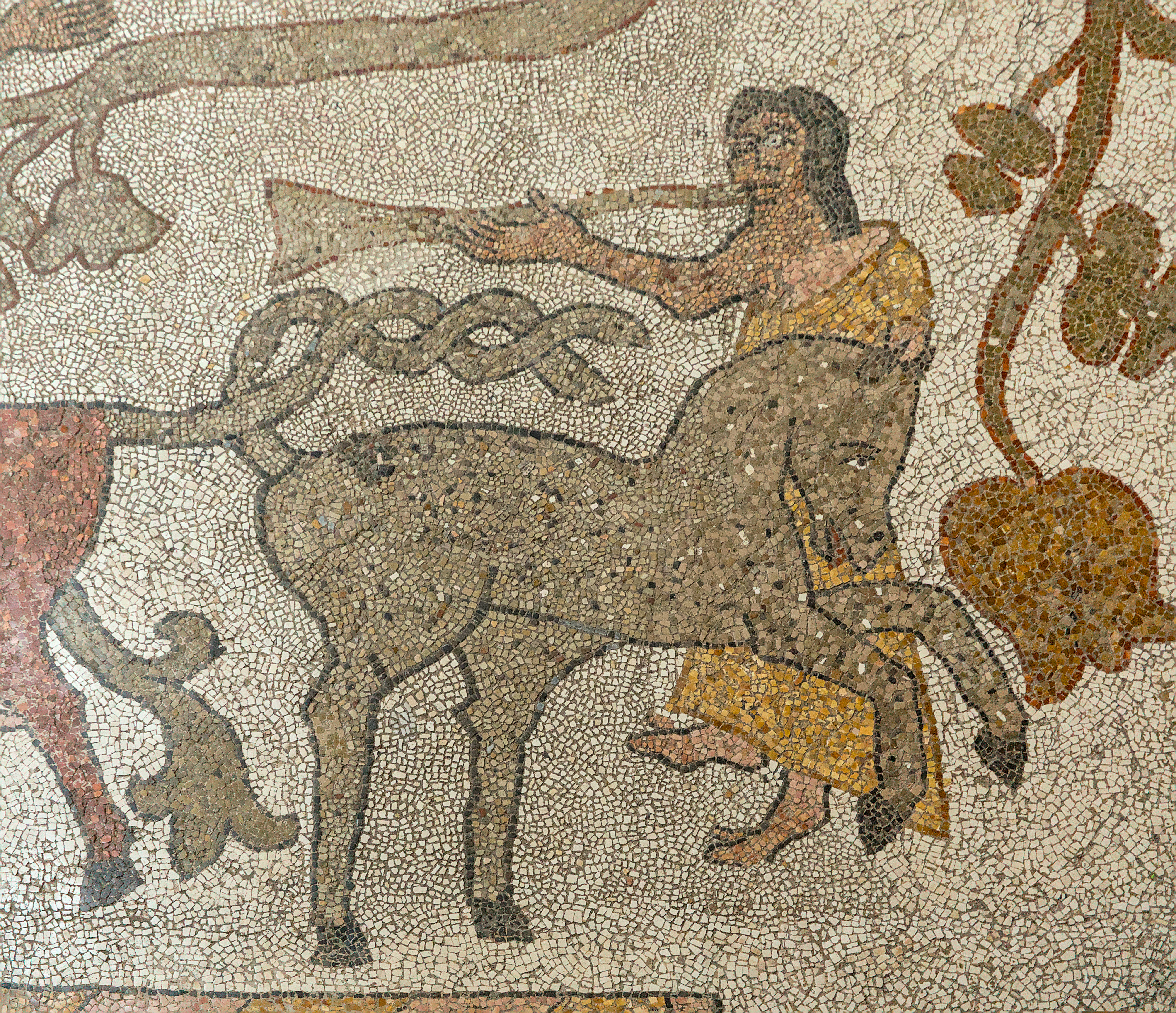
Scène de chasse.

### Abside
La mosaïque de l'abside est séparée de celle du chœur par une lacune due à la construction d'un autel monumental. Dans la partie droite, deux marins à bord d'une embarcation montrent le ciel, un troisième flotte dans l'air ; de nombreux poissons les entourent. Dans le bateau, il y a aussi le prophète Jonas qui se jette dans la gueule d'un énorme poisson en train de l'engloutir. Plus au centre se dresse le prophète Jonas qui contient un large cartouche 
sur leque est écrit : Adhuc XL dies et Ninive subvertetur (« Encore quarante jours et Ninive sera détruite »). Autour, il y a des portes, des remparts et des joueurs de trompette. Une femme nue tourne la tête et regarde derrière elle : c'est la femme de Loth. Plus loin,  Samson, identifié par une inscription, monte à cheval sur un lion dont il brise les mâchoires. D'après Fugoni, cet épisode est interprété au Moyen Âge comme un symbole de la résurrection du Christ qui a triomphé de Satan.

### Nef droite
Dans la nef droite de la cathédrale se développe une autre partie de la mosaïque dans laquelle, parmi les branches d'un autre arbre, on observe des figures zoomorphes, mythiques et humaines. Parmi ces derniers un Atlas qui semble tenir un Soleil polychrome et un homme désigné comme étant Samuel .

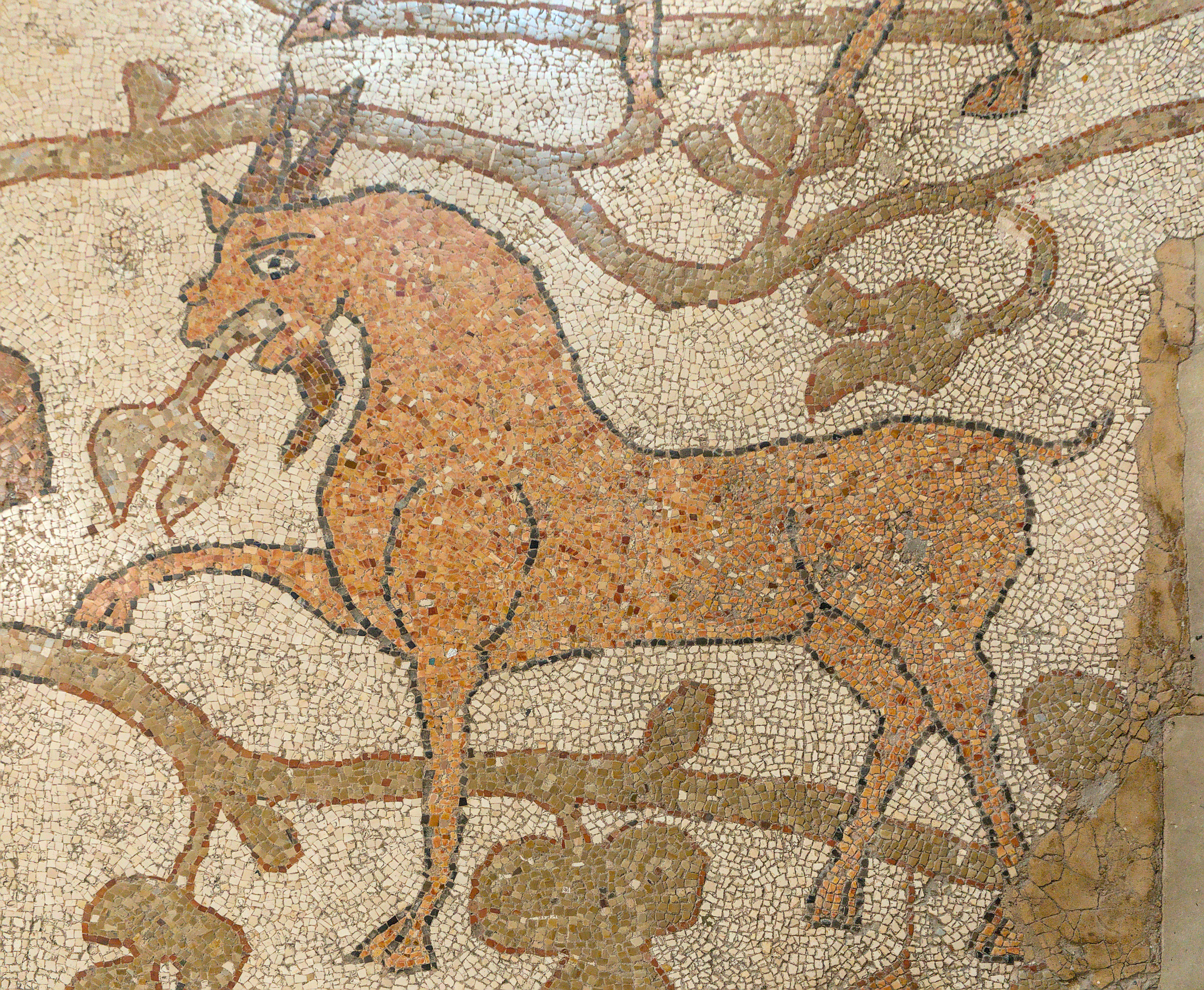
Un animal fantastique.
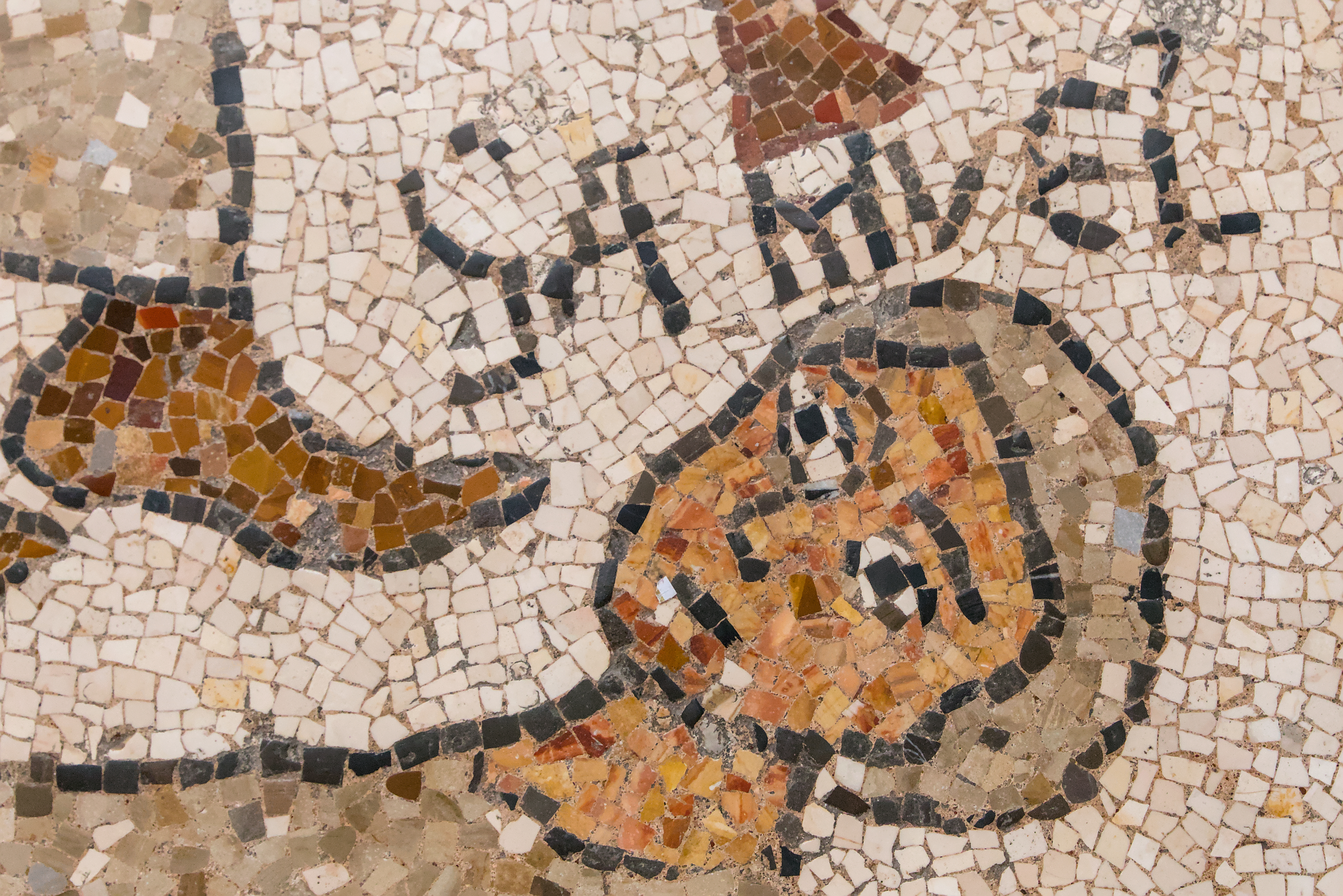
Samuel.

### Nef gauche
Dans l'allée gauche, un autre arbre, l'arbre du Jugement dernier, divise l'espace en deux parties : celle de gauche relative au Ciel et donc à la rédemption, et celle de droite consacrée à l'Enfer et donc à la damnation. 
Dans la première partie, on voit un cerf et les trois patriarches Abraham, Isaac, Jacob qui, selon l'iconographie byzantine, accueillent les hommes élus au paradis ; en bas, des hommes, des plantes et des animaux peut-être dans le jardin d’Éden. Dans la zone de la damnation il y a : un ange qui, tenant la balance, semble juger les péchés des damnés (la psychostasie est très fréquente dans les fresques de l'époque) ; au-dessous de lui un démon qui, avec un trident, s'applique à alimenter la flamme qui chauffe une fournaise dans laquelle est jeté un damné, et il y a deux monstres, un plus grand et un plus petit, avalant des hommes ; trois hommes alignés (qui, en raison des cagoules blanches qui les unissent, pourraient être des hérésiarques) et enlacés par des serpents ; une femme nue, également enlacée par des serpents et pointée du doigt par un autre damné jeté dans les flammes ; à côté, une figure humaine gigantesque (peut-être un autre diable ou Charon ) ; au dessus Satan qui accueille les damnés.

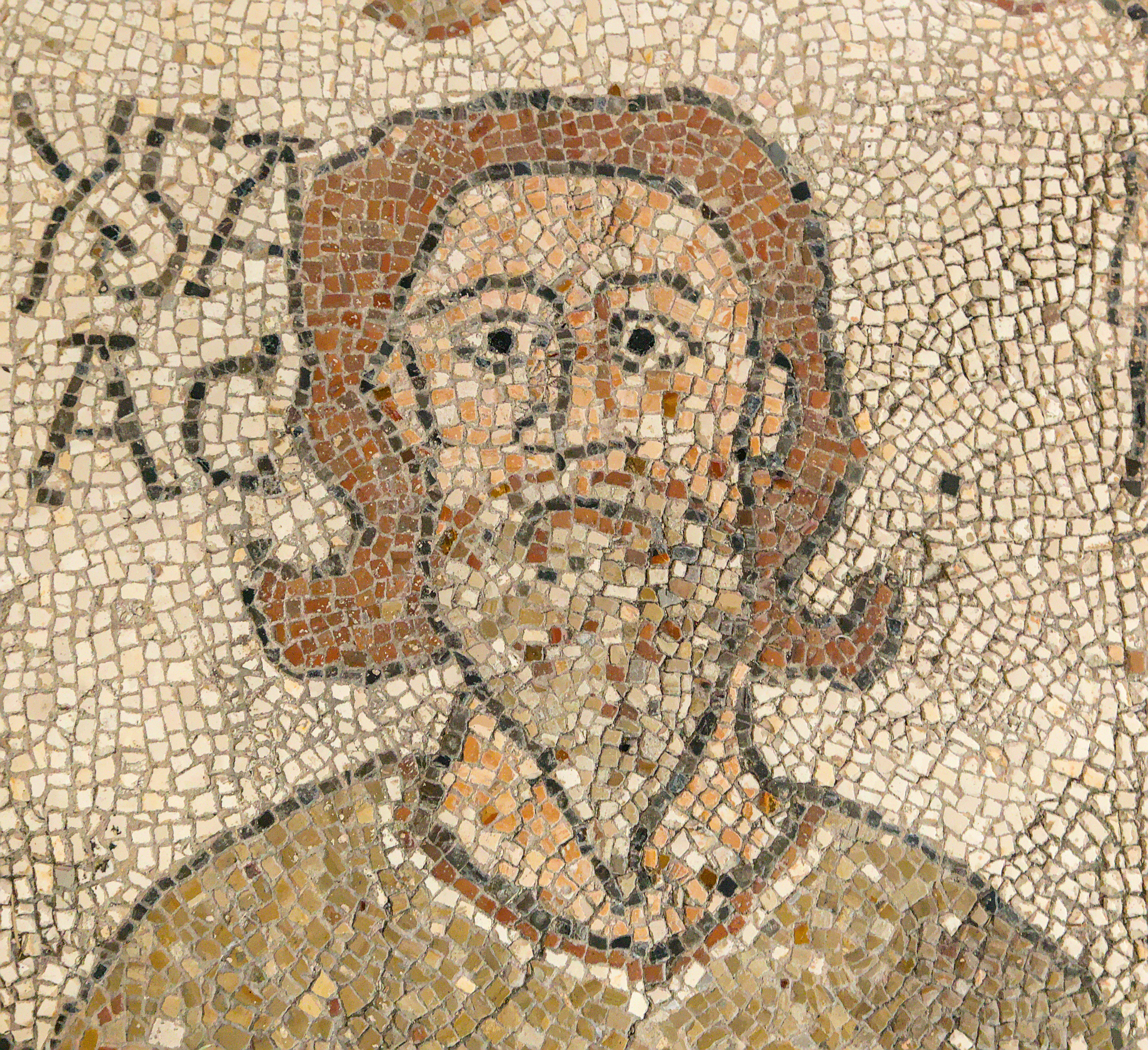
Isaac.
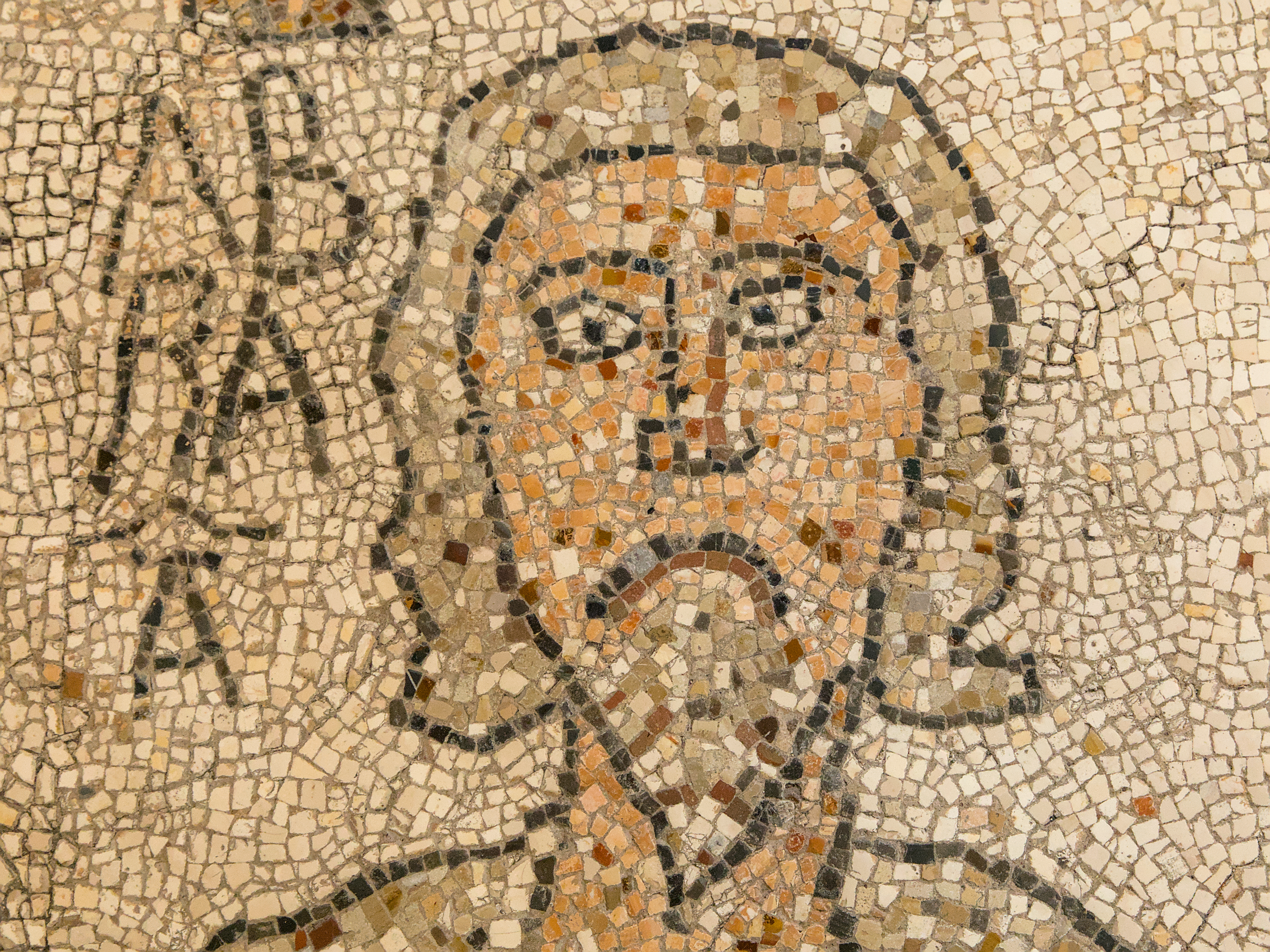
Abraham.
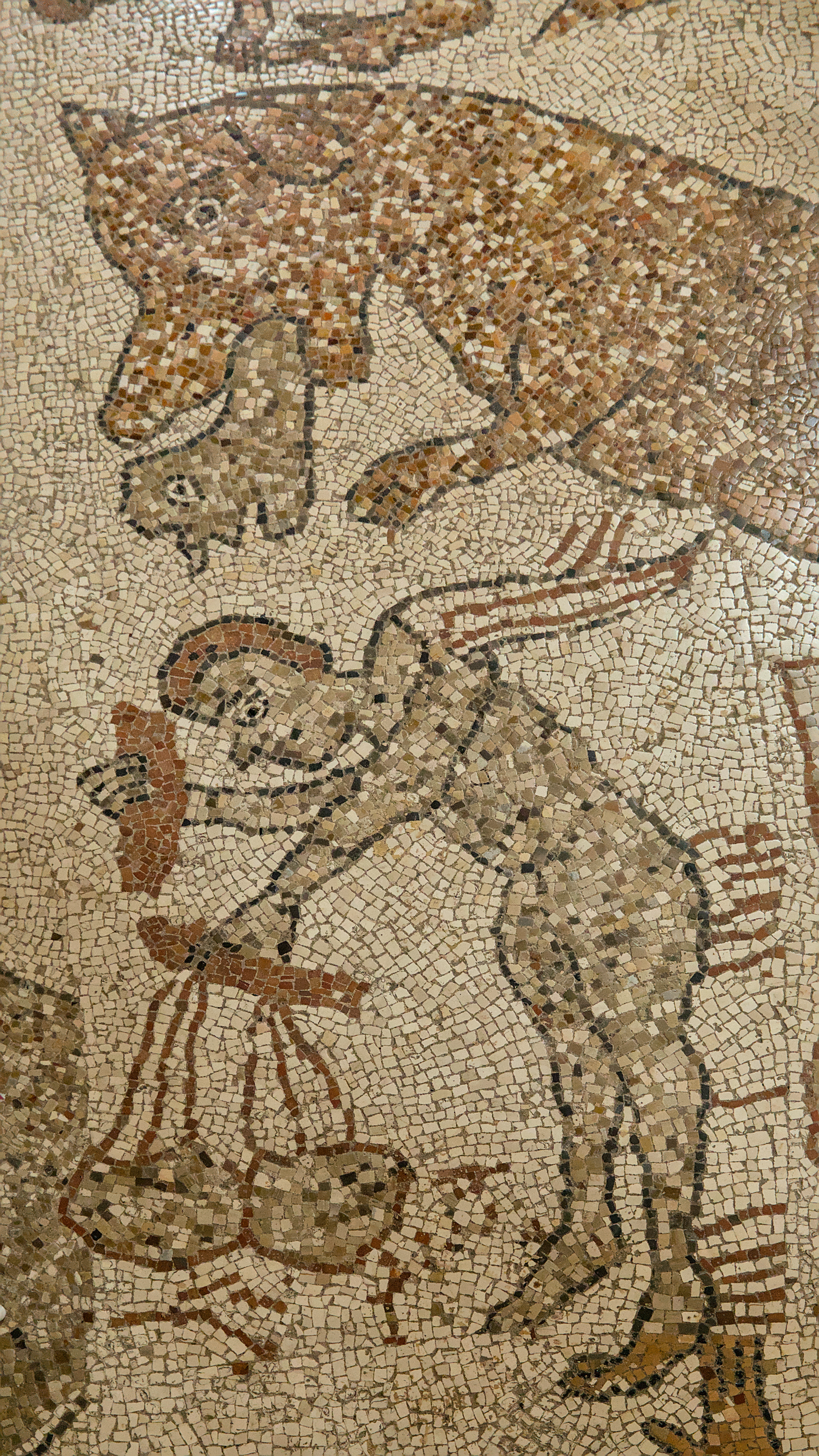
Un ange pèse les péchés des damnés, et-au-dessus de lui, un démon.
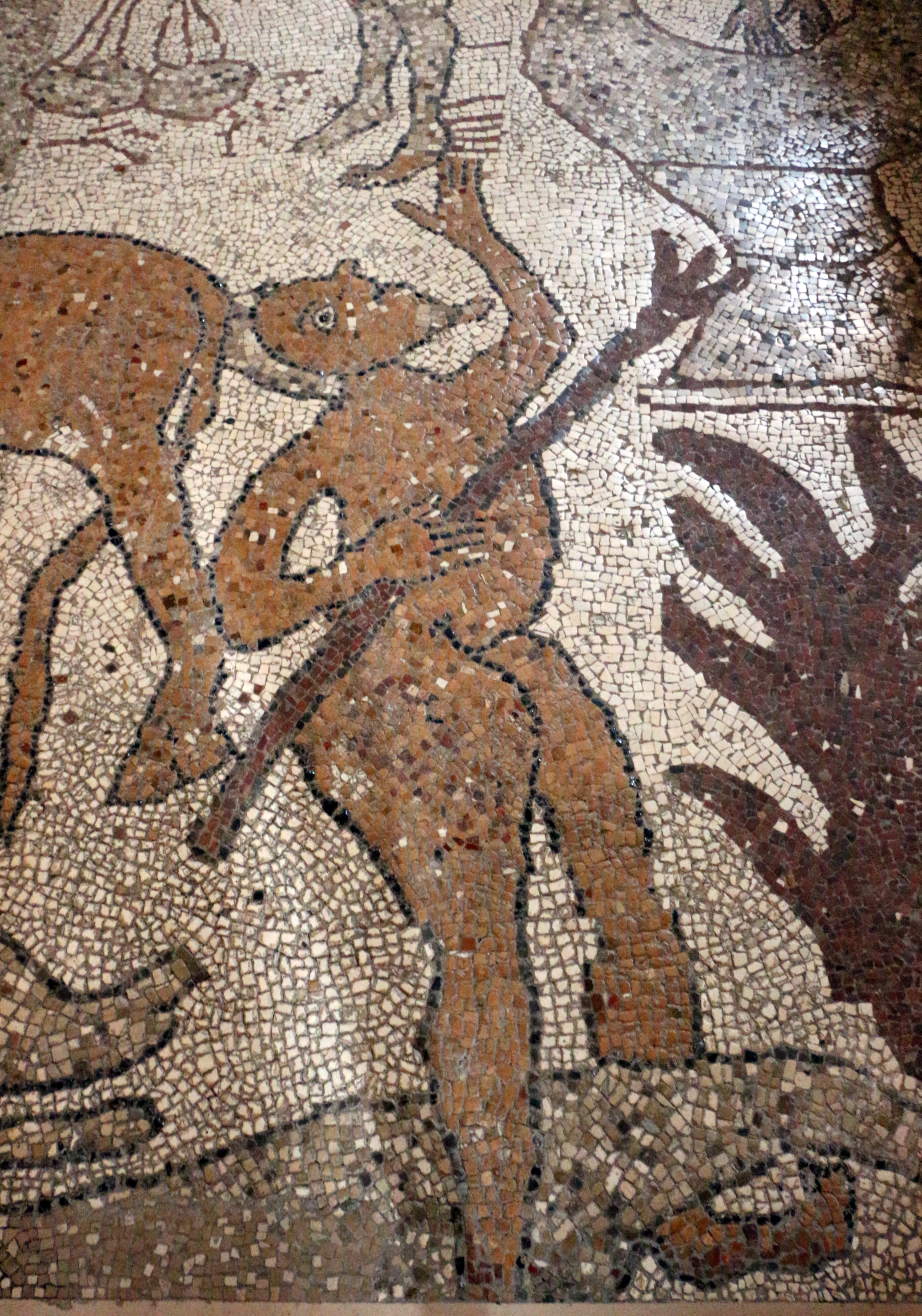
Les  flammes de l'enfer.
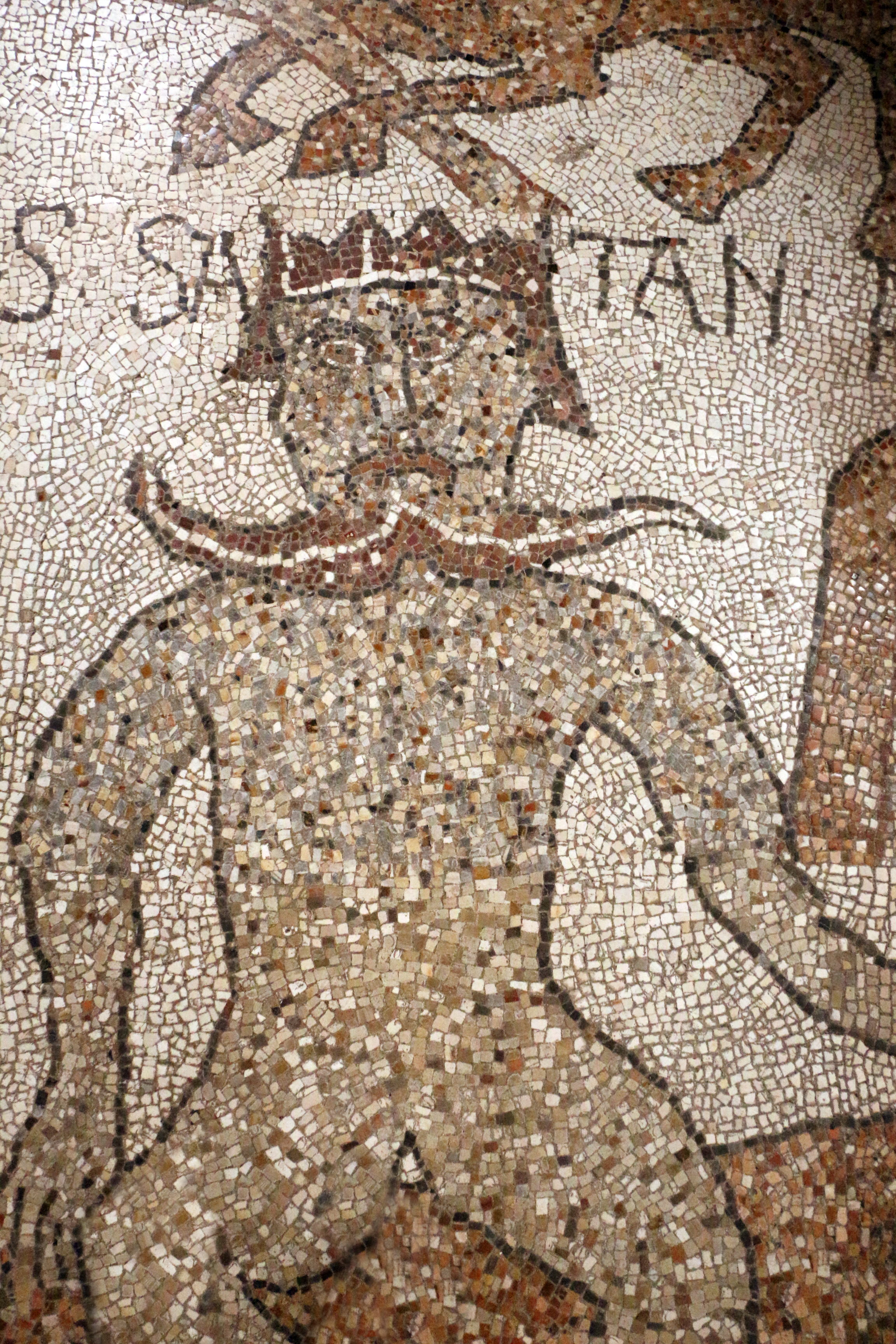
Satan.

## Interprétations
Selon une interprétations de Grazio Gianfreda, dans la partie inférieure de l'Arbre de vie se trouve une représentation du monothéisme et du polythéisme . La figure quadricorporelle monocéphale est un symbole du monothéisme catholique ; l'échiquier de l'être est un signe du monothéisme islamique et l'animal androcéphale (à tête humaine) est un symbole du monothéisme égyptien. Les deux athlètes, armés de bâtons, de boucliers et de chaussures, sont symboles de la parole de Dieu, de la foi et de la charité, armes du chrétien pour combattre les ennemis de la Foi. Le polythéisme hellénistique et viking est enfermé dans le panneau avec Alexandre le Grand. La représentation se termine par les deux chevaliers à l'Olifant, symbolisant le paladin Roland qui donna sa vie à Roncevaux . Les deux éléphants indiens tenant l'Arbre de vie représentent le conte de fées de Barlaam et Josaphat.

## Cadre historique et autres œuvres contemporaines

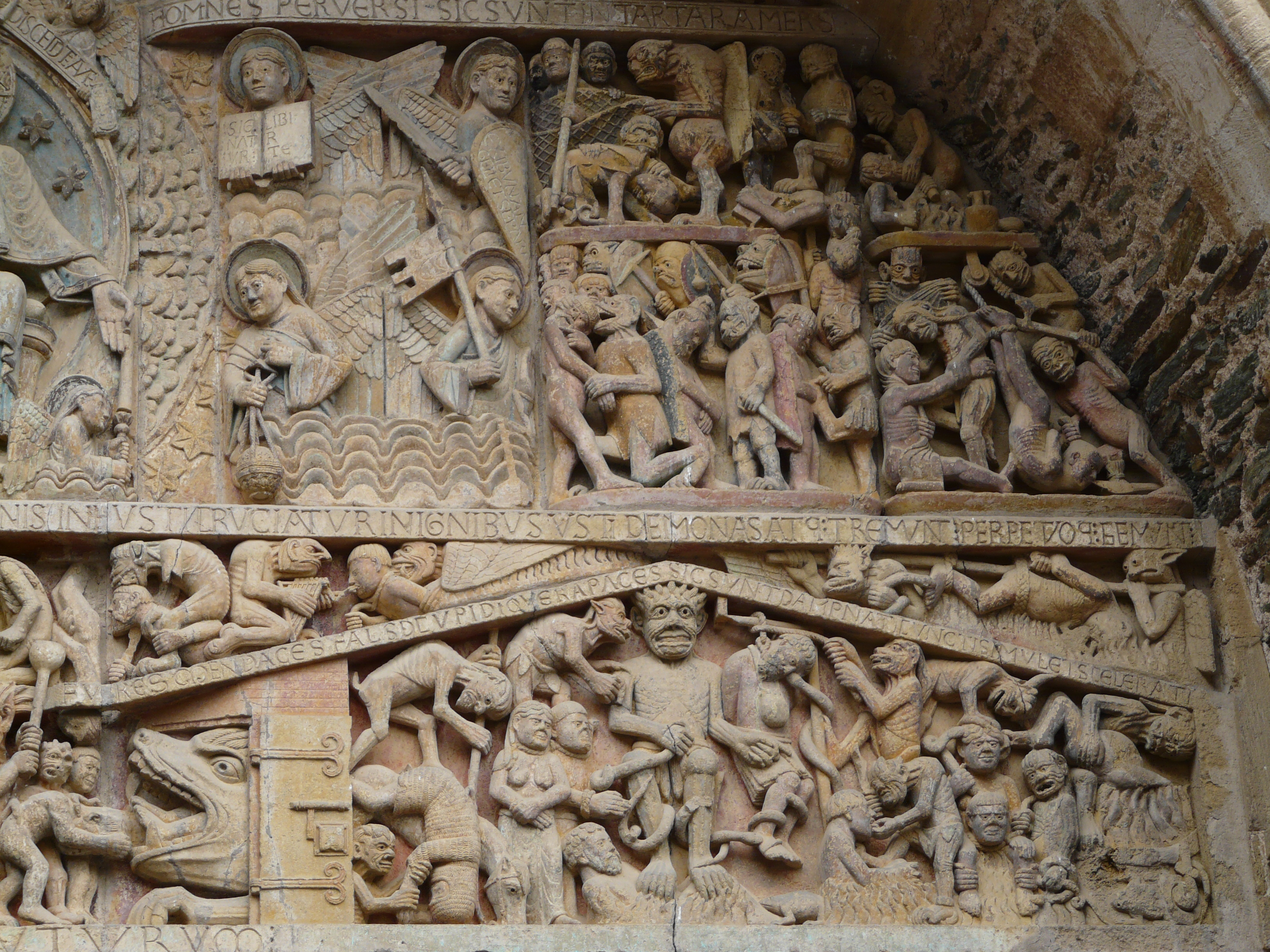
Partie droite du tympan de la cathédrale romane Sainte-Foy de Conques en France - Une comparaison avec les scènes de l'enfer de la mosaïque d'Otrante

La mosaïque de Pantaleone est une œuvre  animée par un sentiment d'horror vacui dans sa  composition ; elle a été comparée à une encyclopédie d'images de l'époque et de la culture du Moyen Âge. Il n'y a pas d'équivalent, en termes de complexité et de niveau d'élaboration, dans d'autres mosaïques contemporaines connues. D'autres compositions de mosaïques, d'une époque proche de celle de la cathédrale d'Otrante, se retrouvent dans d'autres églises romanes des Pouilles :
- Cathédrale de Tarente
- Cathédrale de Brindisi
- Cathédrale de Trani
- Cathédrale de Bitonto
- Cathédrale de Ruvo di Puglia
- Cathédrale de Giovinazzo
- Cathédrale Santa Maria Maggiore de Barletta
- Sanctuaire de Santa Maria a Mare dans les Îles Tremiti

ou encore dans d'autres régions, comme dans l'abbaye de Santa Maria del Patire en Calabre. On y retrouve des traits stylistiques et des figures utilisées par Pantaleone . Dans aucun de ceux-ci, cependant, on ne trouve le niveau de raffinement, de complexité et de conservation de celui d'Otrante .
Au cours de ce même XIIe siècle, des mosaïques dans un style byzantin étaient encore composées en Italie. Par exemple, dans la chapelle palatine (1142) de Roger II, et dans l'église de la Martorana (1143) à Palerme, dans les cathédrales de Cefalù (1148) et de Monreale (1176-1183), ou même à Venise, à la même époque, dans la basilique Saint-Marc, ou encore plus tôt dans les mosaïques de la cathédrale Santa Maria Assunta de Torcello, où l'on retrouve les somptueux fonds typiques en or pur et, parmi diverses représentations, celles du Christ Pantocrator, des chérubins, des scènes de la vie du Christ, ainsi que des saints Pierre et Paul ou des évangélistes, ou encore du Jugement dernier. Ces œuvres obéissent toutes aux canons classiques tels que l'anti-plasticité et l'anti-naturalisme, le hiératisme et la stylisation des figures. Des éléments qu'on ne retrouve pas dans la mosaïque d'Otrante. Le style de Pantaleone se rattache à l'art roman et en particulier à la sculpture romane . C'est en effet en elle que l'on retrouve une grande partie de l' iconographie de la mosaïque : les figures imaginaires du bestiaire médiéval (griffons ; dragons ; sirènes ; etc.) ; les "récits" de l' Ancien Testament ( Jonas ; Samson ; Grand Déluge ; etc.) ; la description des mois de l'année; la représentation des scènes de l'Enfer .